# Nishikyō, Kyōto
Nishikyō (西京区 Nishikyō-ku) là quận thuộc thành phố Kyōto, phủ Kyōto, Nhật Bản. Tính đến ngày 1 tháng 10 năm 2020, dân số ước tính của quận là 149.837 và mật độ dân số là 2.500 người/km2. Tổng diện tích của quận là 59,24 km2.